# Noteriades quinquecostatus
Noteriades quinquecostatus är en biart som först beskrevs av Embrik Strand 1912.  Noteriades quinquecostatus ingår i släktet Noteriades och familjen buksamlarbin. Inga underarter finns listade i Catalogue of Life.